# برغنية هدبية
برغنية هدبية (الاسم العلمي:Bergenia ciliata) هي نوع من النباتات تتبع جنس البرغنية من فصيلة كاسرات الحجر.